# オーギュスト・ベールナールト
オーギュスト・ベールナールト（Auguste Marie François Beernaert, 1829年7月26日 - 1912年10月6日）は、ベルギーの政治家。1884年10月から1894年3月まで首相を務めた。
オーステンデで生まれた。父親は税務業務の役人で母親は市長を務めた人物の娘で、オーステンデで最も有力な一族の出身であった。妹に有名な風景画家となったユーフロジーヌ・ベールナールト(1831-1901)がいる。ルーヴェンの大学で法律を学び、1850年に博士号を取得した。 留学補助金を利用してベルリン、パリ、ハイデルベルク、ライプツィヒ、ストラスブールの大学で研究し　1853年に帰国し、弁護士として成功した。
1873年に下院に初当選した。後にジュール・マルー（Jules Malou）首相の下で公共事業大臣となり、鉄道、運河、道路などの整備を行った。首相の在任期間中にはハーグ陸戦条約を締結するなどの業績を残した。1909年には、常設仲裁裁判所の設立の功績により、エストゥルネル・ド・コンスタンとともにノーベル平和賞を受賞した。1912年にスイスのルツェルンで死去した。